# Олейник, Наталья Петровна
Наталья Петровна Олейник (укр. Олійник Наталія Петрівна; род. 9 июля 1981 года, Попасная, Попаснянский район, Луганская область, Украинская ССР) — украинская пауэрлифтерша-паралимпийка. Серебряная призёрка летних Паралимпийских игр 2020 в Токио.

## Спортивные результаты
| Год  | Турнир                          | Место проведения | Категория | Результат | Место |
| ---- | ------------------------------- | ---------------- | --------- | --------- | ----- |
| 2018 | Открытый чемпионат Европы       | Берк             | до 67 кг  | 102       | 3     |
| 2019 | Чемпионат мира                  | Нур-Султан       | до 73 кг  | 116       | 5     |
| 2021 | Летние Паралимпийские игры 2020 | Токио            | до 79 кг  | 133       | 2     |
| 2021 | Чемпионат мира                  | Тбилиси          | до 86 кг  | 132       | 3     |